# Tour France 3

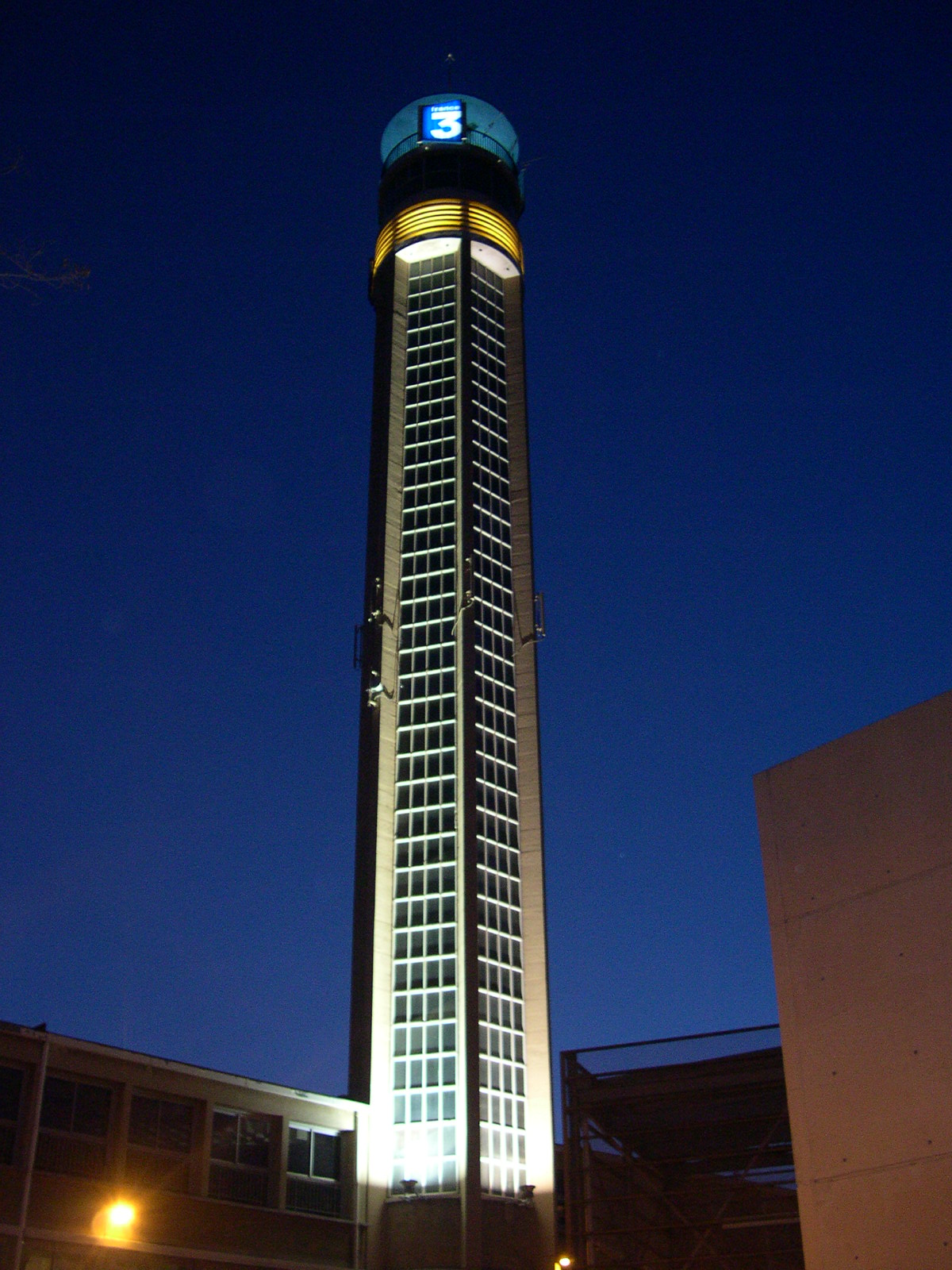
Tour France 3 de Nuit

La Tour France 3 fait partie des locaux de France 3 Provence-Alpes à Marseille (Bouches-du-Rhône). Du haut de ses 65 mètres, elle offre une vue imprenable sur la ville et sur le Stade Vélodrome. C'est un ouvrage construit essentiellement en béton et en verre.

## Localisation
L'ensemble des locaux de France 3 Provence-Alpes dont la tour se situent dans le Parc Chanot, à proximité du Stade Vélodrome.
L'exploitation de la Tour est à la charge de la chaîne qui s'en sert principalement comme émetteur et relais téléphonique. C'est la société Bouygues Telecom qui paye un loyer à la chaine pour l'exploitation des relais téléphoniques.
Lorsque France Télévisions détient les droits de diffusion d'un match, certains plans de l'enceinte du Stade Vélodrome sont filmés du haut de la Tour. L'édifice est équipé d'un ascenseur sécurisé pour permettre l'accès au sommet. 
C'est le 20 septembre 1954, à l'occasion de l'inauguration des locaux marseillais, que la Tour est officiellement mise en service.

## Récompenses
La Tour France 3 a remporté en 2003 le Trophée De Mise En Lumière Éphémère pour son éclairage lumineux et coloré. Ce prix offre ainsi une immunité administrative à la Tour : elle ne peut faire l'objet d'aucun aménagement d'envergure. Elle sera donc conservée même si les locaux sont un jour abandonnés.

## Accès
Son accès est très restreint car seul le personnel de la chaîne est autorisé à y pénétrer. L'agent de sécurité doit donner son accord avant chaque visite, même pendant la journée. Les visites durant les Journées du Patrimoine sont également très réglementées.